# ヴォルグ・ザンギエフ
ヴォルグ・ザンギエフは、森川ジョージの漫画作品およびそれを原作とするアニメ『はじめの一歩』に登場する架空の人物。アニメ版での声優は森川智之、少年時代は瀧本富士子。ドラマCD版では中原茂。

## 来歴
フルネームは、アレクサンドル・ヴォルグ・ザンギエフ。旧ソビエト連邦出身。生年月日は1972年10月30日（一歩の1つ年上、初登場時19歳）。身長168cm。リーチ173cm。蠍座のO型。一人称は「ボク」だが、まれに「私」を使っていた。現IBF世界ジュニアライト級王者。
貧しい母子家庭に育ち、母親を守るため強くなろうと一歩と出会う10年前にボクシングを始め、専属コーチであるルスラン・ラムダの下、アマチュアボクシングフェザー級世界チャンピオンに上り詰めた。アマチュアでは200戦以上の経験がある。
ソ連崩壊後、病気の母の治療費を稼ぐためにプロに転向し、ラムダと共に来日し音羽ジムと契約、期待の新人輸入ボクサーとして注目を浴びる。A級ボクサー賞金トーナメント決勝戦で幕之内一歩と対戦し、壮絶な打撃戦を比較的優位に展開していたが、アマ時代には経験したことのなかった長丁場の緊張感にスタミナを失って流れが変わり、最後はガゼルパンチでKOされた。
伊達英二が返上した日本フェザー級王座決定戦に2位として出場し、1位の千堂武士と対戦。終始優勢に試合を進めるも、バランスを崩してスリップしたときにわずかに攻撃が掠ったことがダウンとみなされ、シビアなジャッジによる判定負けを喫した。この連敗によって音羽ジムから解雇され引退、一歩に愛用のグローブを託し、ロシアへと帰国した。
数年間ブランクを空け、最愛の母の死をきっかけにアメリカ合衆国でのカムバックを決意。単身再来日し、一歩の家で寝泊りしながら鴨川ジムで再起に向けたトレーニングを行った。鴨川源二の口利きで出国が決定した後、沢村竜平戦を控えていた一歩のスパーリングパートナーとなり、置き土産にデンプシー破りを実践して一歩をKO。アメリカに活動拠点を移していた浜団吉のもとへ旅立っていった。
渡米後はジュニアライト級となり、WBA・WBC・IBFの3団体でランキング1位を獲得。あまりに強過ぎることなどから王者達のみならずプロモーターからも敬遠され、「無冠の帝王」と呼ばれていた。そんな折、IBF王者マイク・エリオットから、負傷により出場辞退した防衛戦の相手の代役として対戦を申しこまれ、準備期間が1週間しかないにもかかわらず要請を快諾する。
当日の試合では、試合開始直後に放ったホワイトファングにカウンターを合わせられダウンを奪われるも、飛燕でエリオットを牽制し、ピンチを凌ぐ。ダメージから回復し試合勘を取り戻した後は、観客席にも緊張が走るほどの頭脳戦を展開、やがて調整不足の影響でスタミナが切れかかりチアノーゼに陥るまで追い込まれるが、幾重にも張り巡らせた伏線の末に燕返しからのホワイトファングを叩き込み、意識を断ち切る程の強烈なダウンを与える。本来ならこれでKO勝ちになるはずだったが、エリオット陣営のセコンドに買収されていたレフェリーによってエリオットが助け起こされ、試合再開となってしまう。これに対して抗議することなく再び試合に臨み、最後は本能に身を任せ正面から打ち合って再度マットに沈め、新世界王者となった。勝利者インタビューでは、アメリカ合衆国に対して英語で、日本の友に対して日本語で、亡き母に対してロシア語でそれぞれ感謝の言葉を述べた。

## 人物
リングの上では「野生」と形容されるほどの獰猛さを見せるが、普段は純朴で温厚な心優しい青年で、境遇・性格が似ている一歩と個人的に友情を築いている。基本的に温和だが、実は宮田や千堂に負けず劣らず自信家でプライドが高く、短気で負けず嫌いなところもある。故郷では夜に部屋の灯りを点ける習慣が無かったため、ロシアを離れた後も自室には灯りを点けていない。端正な顔立ちで女性客から格好いいといわれているが、宮田・速水・板垣ほど黄色い声援を浴びることはあまりない。反則技に嫌悪感を持っており、鈴木に反則技を使われた際は容赦ない猛攻を浴びせ、またウォーリーが反則技を使った際は小言を浴びせ彼と口論になったことがある。かつては一歩同様、ガウンなどはあまり羽織らない傾向があったが、王座奪取以降はガウンを羽織るようになった。かなりの方向音痴で、日本では土地勘がないこともあって道に迷う場面が多かった。ロシア語、日本語、英語の三ヶ国語を話せる（ただし漢字は読めないため駅で一歩と出会ったとき駅の看板が読めないといっている）。好物はスープと焼き魚で、納豆が大の苦手。
日本時代は観客を惹きつけるためインファイターとして力強いファイトスタイルを見せていた。本来は高度な戦略を駆使する優れた頭脳と、それを的確に実行できる正確無比なテクニックを併せ持つボクサーファイターで、そのスタイルで戦っていたら伊達英二にも勝ったかもしれないと鴨川会長に評されている。日本でボクサーファイタースタイルで一歩とスパーリングした際には、ブランクによって体力が切れるまではヴォルグが優勢だった。
病弱な母を守るための手段としてボクシングを始めたこと、母親が暴力を極めて嫌っていたため大会を制覇するなどしても褒められることがなかったことなどから、かつてはボクサーとしての自分を嫌っていた様子が見られたが、一歩戦を機に自分が心からボクシングを愛していることに気が付いた。カムバックの地としてアメリカを選んだのは、ロシア人である自分にとって最も厳しい国で、自分の想いがどれだけ強いのかを試すためだったとしている。一歩・千堂との対戦経験が、自身のボクサー人生にとって重要な位置づけになっていると語っている。
穏やかな性格だが、世界タイトル防衛戦前に一歩とのスパーリングで肋骨を傷め、そのまま試合に出場した際は珍しく心の中で一歩を恨む様子を見せていた。だがそれは一歩の実力を認めた上での気持ちであり、同時に一歩の破壊力に感嘆していた(試合は1RでKO勝ち)。理由は不明だが、その事は間柴・ロザリオ戦前で明るみになっている。
ヴォルグとは、ロシア語で狼の意。モデルは勇利アルバチャコフ。
キャラクター人気ランキングでは、連載200回記念で3位、連載500回記念で4位、連載700回記念で9位にランク入り。

## 得意技
白い牙（ホワイト・ファング）
ヴォルグの必殺のフィニッシュブローであり、左アッパーとチョッピング・ライトの高速コンビネーション。狼が上下の牙で噛みつく様子になぞらえられている。万全の状態で撃ち込まれた時は「どちらかを止めても、どちらかが当たる」ためほぼガードすることは不可能。一歩戦では左右を逆にして、エリオット戦では飛燕・燕返しと組み合わせて用いられた。
デンプシー破り
デンプシー・ロールに対するカウンター。ウィービングのリズムに合わせてバックステップし、視野を確保。その直後、フックに合わせてカウンターを放つ。
飛燕
手首から先の捻りで、パンチの軌道をトリッキーに変化させるジャブ。
渡米後に団吉から教えられたが、使用せざるを得ないほどの苦戦を強いられたことがなく秘密兵器になり得たため、エリオット戦まで封印されていた。パンチの軌道を変える時に、軸足を深く入れる癖があるため、エリオットに予測されることになった。
燕返し
拳を縦にすることでガードをすり抜けるアッパー。
飛燕同様団吉から教えられ封印されていた。このパンチも軸足を通常より深く入れる癖がある。